# Споразум о забрани касетних бомби
Споразум о забрани касетних бомби (енгл. The Convention on Cluster Munitions) је међународни споразум којим се забрањује коришћење трансфер и складиштење касетних бомби. Норвешка влада је започела процес Конвенције о касетној муницији у фебруару 2007. године, са намером да постигне међународни споразум којим би се забранила употреба касетних бомби, чији је текст усаглашен у Даблину маја 2008. године. У Ослу децембра 2008. био је отворен за потписивање, да би ступио на снагу 1. августа 2010. године, шест месеци након што га је ратификовало 30 држава. Ову конвенцију је до сада потписало 119 држава, а од тог броја 100 је ратификовало, са даљом тенденцијом раста држава које се прикључују забрани касетних бомби.
Због велике употребе касетних бомби са великим бројем цивилних жртава и због великих и несагледивих последица у многим конфликтима које наноси ово нехумано оружје, било је неколико покушаја да се забрани коришћење ових бомби. У почетку је било неуспешно због противљења великих сила, али је на крају после много труда и великог броја одржаних конференција и састанака поводом тога, који су на крају резултовали доношењем и усвајањем овог споразума.

## Број жртава од касетних бомби од почетка употребе до сада
Према подацима ХРW-а (Human Rights Watch) у 2011. години је у 29 земаља било страдалих од касетних бомби. Према извештајима, од почетка употребе касетних бомби до краја 2010. године број укупно потврђених жртава био је најмање 16.921. Међутим, жртве касетне муниције нису свуда убележене и у многим земљама није се водила правилна евиденција, тако да се укупан број жртава процењује на између 55.000 и 100.000, јер је само у Лаосу, Вијетнаму и Камбоџи процењено да их је било више од 54.000.

## Контаминиране земље и региони од касетних бомби
У свету постоји 38 држава контаминираних касетним бомбама, укључујући и спорне територије и то су: Авганистан, Албанија, Ангола, Азербејџан (укључујући и Нагорно-Карабах), Босна и Херцеговина, Чад, Црна Гора, Еритреја, Етиопија, Гренада, Грузија, Хрватска, Иран, Ирак, Израел, Јемен, Јужни Судан, Камбоџа, Колумбија, Демократска Република Конго, Кувајт, Лаос, Либан, Либија, Мауританија, Мароко (укључујући и Западну Сахару), Мозамбик, Руска Федерација (Чеченија), Саудијска Арабија, Србија (Косово и Метохија), Сијера Леоне, Сирија, Судан, Таџикистан, Уганда, Уједињено Краљевство (Фолкландска Острва), Вијетнам, Замбија.
Током 2010. године контаминирани терен је очишћен и уништене су касетне бомбе у: Авганистану Анголи, ДР Конго и Ираку, док је забележен значајан напредак у чишћењу у Камбоџи, Србији и Вијетнаму. Најмање 59.978 неексплодираних касетних бомбица је уништено током операције чишћења, а очишћено је више од 18,5 km² контаминираног земљишта.

## Државе које су користиле касетну муницију и где су је све користили[3]
Има 19 земаља које су користиле касетну муницију током оружаних сукоба у 37 земаља и то су: Еритреја, Етиопија, Француска, Грузија, Холандија, Ирак, Израел, Јужна Африка, Колумбија, Либија, Мароко, Нигерија, Русија, Саудијска Арабија, САД, бивша Југославија, Судан, Тајланд, Уједињено Краљевство.
| Земље корисници                               | Локације коришћења |
| --------------------------------------------- | --- |
| Колумбија                                     | Колумбија |
| Еритреја                                      | Етиопија |
| Етиопија                                      | Еритреја |
| Француска                                     | Чад, Ирак, Кувајт |
| Грузија                                       | Грузија, Абхазија |
| Ирак                                          | Ирак, Иран |
| Израел                                        | Либан, Сирија |
| Либија                                        | Чад, Либија |
| Мароко                                        | Западна Сахара, Мауританија |
| Холандија                                     | бивша Југославија (Црна Гора и Србија са Косовом) |
| Нигерија                                      | Сијера Леоне |
| Русија                                        | Чеченија, Авганистан (као СССР ), Грузија |
| Саудијска Арабија                             | Саудијска Арабија |
| Јужна Африка                                  | Признали су да су у прошлости користили, локација непозната |
| Судан                                         | Судан, Јужни Судан |
| Тајланд                                       | Камбоџа |
| Уједињено Краљевство                          | Фокландска Острва, Ирак, Кувајт, бивша Југославија (Црна Гора и Србија са Косовом)                                                                                                 |
| САД                                           | Авганистан, Албанија, БиХ, Камбоџа, Гренада, Иран, Ирак, Кувајт, Лаос, Либан, Либија, Саудијска Арабија, Судан, Вијетнам, Јемен, бивша Југославија (Црна Гора и Србија са Косовом) |
| Југославија (бивша Социјалистичка Република ) | Албанија, БиХ, Хрватска и Србија са Косовом |

## Државе које су производиле касетну муницију
У 34 земље производило се преко 200 различитих типова касетне муниције а од овог броја, 16 земаља придружило се конвенцији о забрани касетних бомби и те земље су: Аргентина, Аустралија, Белгија, Босна и Херцеговина, Бразил, Чиле, Египат, Француска, Грчка, Холандија, Хрватска, Немачка, Индија, Иран, Ирак, Италија, Израел, Јапан, Јужна Африка, Јужна Кореја, Кина, Пакистан, Пољска, Румунија, Русија, Северна Кореја, Сингапур, САД, Словачка, Шпанија, Швајцарска, Шведска, Турска, Уједињено Краљевство.

## Државе које су имале или још увек имају у својим складиштима касетну муницију
У 86 држава постоје складишта ове муниције, а у залихама има преко 1 милион касетних бомби, које садрже преко 1 милијарде бомбица и те земље су: Алжир, Ангола, Аргентина, Аустрија, Азербејџан, Бахреин, Белорусија, Белгија, Босна и Херцеговина, Бразил, Бугарска, Чешка, Чиле, Црна Гора, Данска, Египат, Еквадор, Еритреја, Естонија, Етиопија, Финска, Француска, Грчка, Грузија, Гвинеја, Гвинеја Бисао, Холандија, Хондурас, Хрватска, Индија, Индонезија, Ирак, Иран, Италија, Израел, Јапан, Јемен, Јордан, Јужна Африка, Јужна Кореја, Канада, Катар, Казахстан, Кина, Колумбија, Куба, Кувајт, Либија, Мађарска, Мароко, Молдавија, Монголија, Немачка, Нигерија, Норвешка, Оман, Пакистан, Перу, Пољска, Португалија, Румунија, Русија, САД, Саудијска Арабија, Северна Кореја, Сингапур, Сирија, Словачка, Словенија, Шпанија, Србија, Судан, Швајцарска, Шведска, Тајланд, Туркменистан, Турска, Уганда, Украјина, Уједињени Арапски Емирати, Узбекистан, Уједињено Краљевство, Зимбабве.
Напомена: ово су подаци из 2009. године.
Према новијим извештајима, до краја 2011. године известан број земаља је, придржавајући се конвенције и уништавајући своја складишта, успео да током овог кратког периода уништи своје залихе касетне муниције, тако да данас имамо још 69 земаља које поседују ово оружје.

## Продаја и трансфер касетних бомби
Најмање 15 земаља је извезло више од 50 типова касетних бомби у најмање 60 других држава. Задњи забележени случајеви њиховог трансфера и коришћења у конфликтима су:
- Извоз Шпаније од 2006. до 2008. године 1.055 касетних бомби које садрже 22.155 бомбица МАТ-120 у Либију, где су те употребљене у конфликту 14. априла 2011.
- Извоз 4 система израелских ГРАДЛАР ракета у Грузију у 2007. години, који користе лансере од 160 mm Мк-4 ракете, од којих свака ракета садржи 104 бомбице М 85. Те касетне бомбе касније су употребљене током сукоба са Русијом августа 2008. Две државе које нису чланице Конвенције (Сингапур и САД) су увеле мораторијум на извоз касетних бомби.

## Конфликти са употребом касетних бомби који су претходили конвенцији[9]
1939-1940: У Финској је први пут у историји примећена употреба запаљивих касетних бомби од стране совјетских трупа у такозваном Зимском рату 1939—1940. године.
1943: У СССР-у су у Другом светском рату касетне бомбе употребљавале и совјетске и немачке трупе. Совјетске снаге су их користиле за одбрану од продора немачких тенкова, а Немачка их је користила у Курској бици ради одбране од совјетске артиљерије. Типови касетних бомби које су користили Немци су: СД-1 и СД-2.
1943: У Уједињеном Краљевству су за време Другог светског рата 1943. године касетне бомбе употребљене од стране немачких борбених снага при нападу на порт Гримсби где је бачено преко 1.000 касетних СД-2.
1964-1975: У Камбоџи, Лаосу, Вијетнаму и Тајланду америчке снаге су употребиле огромну количину касетне муниције. Према неким проценама на светском нивоу, Лаос је једна од земаља која су највише настрадале. Тамо је бачено преко 414.000 касетних бомби које су садржале око 270 милиона касетних бомбица а према извештајима, око трећина тих бомбица није одмах експлодирала. Према неким проценама из 2011. године остало је још око 26 милиона неексплодиране касетне муниције за чишћење. Према грубим проценама, само једна десетина од укупне контаминиране површине земљишта које је остало за чишћење је око 8.750 km², а укупна површина је око 38% територије у Лаосу. Контаминираност онемогућава обраду земљишта, развој регионалне економије и представља животну опасност за десетине хиљада мештана. Тимови за чишћење у Лаосу су пронашли 19 различитих типова касетних бомби. Према званичним подацима убијено или рањено је више од 11.000 особа, а од тог броја 30% су деца. Једна од процена америчке војне базе података је да је током 9.500 летова у Камбоџи бачено око 87.000 авио касетних бомби, које су садржале преко 26 милиона бомбица, углавном у источним и североисточним деловима земље, који се граниче са Лаосом и Вијетнамом. Тамо је према проценама остало између 2 и 5,8 милиона неексплодираних касетних бомбица, а број жртава, пошто не постоје поуздани подаци, процењен је на више од 5.000. Остаци од касетних бомби који су пронађени су: БЛУ-24, БЛУ-26, БЛУ-36, БЛУ-42, БЛУ-43, БЛУ-49, као и БЛУ-61. У Вијетнаму је бачено преко 296.000 касетних бомби, које садрже око 97 милиона бомбица, а према незваничним информацијама војних стручњака, ако би се чишћење контаминираних територија одвијало овим темпом којим они раде, било би завршено за око 300 година. Према неким извештајима из Вијетнама око 300 особа сваке године страда од касетних бомби, међутим процењује се да је укупан број жртава преко 34.000. Пронађено је 15 различитих типова касетне муниције које су САД користиле а контаминирано је 64 провинција и градова, укључујући Хаипхонг, Ханој, Хо Ши Мин, и Вин. Највише контаминирана подручја су у три провинције: Кванг Бин, Куанг Нам, и Тхуа-Тхиен Хуе. На Тајланду је 2010. године истраживање показало да је од неексплодиране касетне муниције САД МК-118, које датира још од Вијетнамском рата, контаминирано око 315.000 м² земљишта у Факта округу на северу покрајине Утарадит. Касетна муниција је очигледно била бачена када су се авиони САД враћали у своје базе на Тајланду после бомбардовања Вијетнама и Лаоса.
1970: У Замбији су пронађени остаци од авио касетних бомби у две области и то у Јифумба, Солвези округу (северозападној провинцији), а други у Мајва, Схангомбо округу (западна провинција). Нема података које то могао да баци, претпоставља се да је то могло да се деси између 1970. и почетка 1990. У јуну 2010. године замбијска војска и Норвешка народна помоћ су очистиле ове области, које покривају укупну површину од 484.000 m² и уништиле 22 касетне бомбице типа ЦБ-470.
1973: У Сирији у такозваном Октобарском рату, израелска авијација је гађала тренинг кампове невладиних оружаних трупа близу главног града Дамаска.
1975-1991: У Западној Сахари и Мауританији су мароканске снаге због спора око територије користиле артиљеријску и авио касетну муницију против невладиних трупа Народног фронта за ослобођење Сагија ел Амре и Рио де Оро (Полисарио). Између 1980. и 1981. године Мароканско ваздухопловство спроводи нападе на места Акка, Гуелта Земмоур и Мессеид користећи касетне бомбе француске израде. Остаци од касетних бомби који су коришћени у овом сукобу су: авио касетне бомбе ЦБУ-71 са БЛУ-63 муницијом, као и МК-118с, онда артиљеријске М483А1 155 mm са М42 и М46 муницијом. Укупно има 85 области контаминираних од касетне муниције што заузима простор од 32,74 km². У Мауританији су 1990. године марокански авиони гађали касетним бомбама једну област која је 34 km северно од места Бир Могреин, што је неких 6 km² контаминиране површине. Касетне које су коришћене у овом сукобу су БЛУ-63 као и МК-118с. Мароко је између 1979. и 1995. увезао касетну муницију из САД и то: 2.994 ЦБУ-52; 1.752 ЦБУ-58; 748 ЦБУ-71 и 850 ракетних касетних бомби, што свеукупно садржи око 2,5 милиона бомбица.
1978: У јужном делу Либана су Израелци такође користили касетне бомбе.
1979-1989: У Авганистану је војска Совјетског Савеза бацала авио и ракетне касетне бомбе против невладиних снага, а у том сукобу су и невладине снаге такође користиле артиљеријске касетне али у мањем обиму. Аустралијски фотограф Џон Родстед је 2002. године снимио око 60.000 тона (60 милиона кг) ускладиштених напуштених совјетских касетних бомби у области Баграм у авио бази изван Кабула. У августу 2010. године је Министарство одбране обавестило „Монитор“ да нема касетне муниције у складиштима и да је „око 113.196 касетних бомби које садрже 29.559 килограма“ старих совјетских залиха уништено. Остаје нејасно шта је са преосталим огромним количинама касетних бомби које су пронађене 2002. године.
1982: У Либану је опет Израел користио касетне бомбе против сиријских снага и невладиних трупа.
1982: На Фолкландским острвима су британски авиони Си Харијер долетели са носача авиона ХМС Хермес и гађали пешадију аргентинске војске у близини аеродрома Порт Стенли, затим малу травнату писту код Гус Грина, као и Луку Хуард. Касетне бомбе које су коришћене су БЛ-755 и бачено је 107 контејнера касетних са 15.729 бомбица.
1983: На Гренаду су морнарички авиони САД бацили 21 контејнер касетних бомби током операције ваздушне подршке.
1983: У Либану је у децембру 1983. године морнаричка авијација САД бацила 12 контејнера ЦБУ-59 и 28 ракетних касетних бомби на противваздушну одбрану сиријских снага у близини Бејрута.
1984-1988: У Ирану су Ирачани 1984. године у почетној фази рата употребили авио касетне бомбе. У каснијим фазама рата користили су Абабил-50 ракетне касетне бомбе, које су копија М-87 Оркана из бивше Југославије. Иначе ове две земље су вршиле заједничка истраживања и заједно су производиле ово оружје, само што се у бившој Југославији звало Оркан а у Ираку Абабил.
1986: У Либији су авиони САД 25. марта бацили МК-20 ракетне касетне на либијске бродове у заливу Сидра. Такође су САД 14-15. априла бацили 60 ракетних бомби на аеродром Бенина.
1986-1987: У Чаду су француски авиони бацили касетну муницију на аеродром Вади Доум. У више области Чада пронађена је неексплодирана муниција и то у области близу места Фаиа Ларгеау, затим у области Гоуро (на североистоку Боркоу региона ) и у три северне провинције Билтине у Вади Фира региону (североисточни Чад) источно од главног града Нџамена. Либијске снаге такође су користиле касетну муницију Совјетског порекла АО-1СЦх, ПТАБ-1.5 и ПТАБ-2.5 а остаци од касетне муниције су пронађени у области близу места Фаиа Ларгеау.
1988: У Ирану су САД напали авионима бродове Иранске револуционарне гарде, гађајући их ракетним касетним бомбама МК-20 у операцији која се називала Богомољка.
1988-1994: На Нагорно-Карабаху у сукобу Јерменије и Азербејџана око спорне територије пронађене су касетне бомбе на 162 локације, које заузимају површину од 94 km². То су подаци из извештаја из 2008. године а пошто је један део територије очишћен од касетних бомби, према новијем извештају из марта 2011. процењени преостали простор за чишћење је 69,5 km², на 131 локацији. Значајан проблем са остацима касетне муниције је посебно у Аскеран и Мартакерт региону. Процењује се да је 180 касетних бомби бачено на град Степанакерт. Врсте касетне муниције која је пронађене је: ПТАБ-1, СхОАБ-0.5 и АО-2.5. Извештаји такође говоре да су касетне бомбе пронађене и на неким деловима територије Азербејџана.
1991: У Ираку и Кувајту су САД и њени савезници бацили 61.000 контејнера авио касетних бомби, који садрже око 20 милиона бомбица. Саудијска Арабија је у заједничкој акцији са САД гађала артиљеријским, као и авио касетним бомбама током битке за место Кхафји. Тачан број касетне муниције коришћен из артиљеријских и ракетних система није познат али се сумња да је било преко 30 милиона бомбица.
1991-1995: У Хрватској је током сукоба почетком 1990-их година у залеђу Задра контаминирано од касетних бомби око 9,3 km², а процене су да има око 5.000 неексплодиране касетне муниције. Највећа контаминација терена у Хрватској је баш у Задарском залеђу. Такође су касетне бомбе коришћене 2-3. маја 1995. године када су невладине трупе гађале цивилне делове Загреба из М-87 Оркана. Овде треба напоменути да је 12. јуна 2007. године Међународни суд за бившу Југославију донео кривичну пресуду на индивидуалној основи Милану Мартићу за гранатирање Загреба и употребу касетних бомби типа М-87 Оркана током тог чина, и при томе погађање цивилних објеката. Одлука је донета на основу карактеристика употребљеног (веома непрецизног) оружја у комбинацији са карактеристикама гађаног/погођеног терена и с тиме у виду мале вероватноће погађања чак и потенцијалних војних циљева, као што су хрватско Министарство одбране или спољних послова. Током гранатирања центра Загреба 2 и 3. маја 1995. године погинуло је 7, а повређено је скоро 200 цивила.
1992-1994: У Анголи у грађанском рату због непризнавања изборних резултата поражена страна на изборима УНИТА на челу са опозиционим лидером Савимби који су имали 40% гласова у односу на другу страну МПЛА 49%, је одбила да прихвати изборне резултате и обнавља рат током кога је дошло до коришћења непознатог броја касетних бомби које су пронађене на многим локацијама. Деминери који су радили на рашчишћавању касетних бомби уништили су остатке у провинцији Хуамбо у близини места Цаала и Баилундо. То су биле бомбе совјетске производње и то: ПТАБ-2.5 и АО-2.5 РТ.
1992-1995: У Босни и Херцеговини Војска Југославије и невладине трупе су искористиле расположиве залихе касетне муниције. У раној фази сукоба авиони Југославије гађали су касетним бомбама и то БЛ-755, а у каснијој фази било је и ракетних касетних из М-87 Оркана. Авиони НАТО-а су бацили 2 касетне бомбе ЦБУ-87. Истраживање је показало да је загађено 669 области, које покривају површину од 12 km².
1992-1997: У Таџикистану су непознате трупе у грађанском рату користиле касетне бомбе и оне су пронађене у градовима Гхарм и Расх Валеј. Врсте касетних које су пронађене су: СхОАБ-0.5 и АО-2.5 РТ совјетског порекла.
1994-1996: У Чеченији су Руске снаге користиле касетне бомбе против невладиних трупа.
1996-1999: У Судану су владине трупе гађале јужни део Судана авио касетним бомбама чилеанске производње ПМ-1. У јужном Судану је контаминирано 519 локација. Остаци од касетне муниције пронађени су у насељима, на пољопривредном земљишту, пашњацима, рекама и потоцима, на падинама брда, у пустињским областима, као и око бивше војне касарне.
1997: У Сијера Леоне су нигеријски мировњаци употребили БЛГ-66 Белуга бомбе (Француске производње ) на истоку града Кенема, као и на место Локосама, близу Порт Локо.
1998: У Судану су у августу америчке снаге са бродова и подморница на фабрику у Картуму испалиле 66 ТЛАМ-Д Блоцк 3 крстареће ракете, од којих свака садржи 166 БЛУ-97 бомбица.
1988: У Авганистану су америчке снаге гађале касетним бомбама невладине трупе у тренинг кампу.
1998-2000: У сукобу између Етиопије и Еритреје због граничног спора дошло је до коришћења авио касетних бомби. Еритреја их је бацала по аеродрому Мекеле и школи, док је Етиопија гађала аеродром Асмара и место Гас-Барка у западној покрајини Еритреје. Остаци од касетне муниције нам указују да су коришћени типови: БЛ-755 британске производње, М20Г грчког порекла, као и ПТАБ-2.5 руског порекла.
1998-2003: У  ДР Конгу у такозваном Другом конгоанском рату је учествовало 8 афричких земаља и око 25 наоружаних група, тако да је то био највећи афрички рат после Другог светског рата. У том сукобу су употребљене касетне бомбе БЛ-755 британске производње, БЛУ-63 америчке производње, и ПМ-1. Остаци касетне муниције пронађени су у провинцијама Екуатеур, Катангу, Маниема и покрајини Ориентале, а постоји сумња да их има и у провинцији Северни Киву. Због сложености самог сукоба и учествовања доста земаља као и наоружаних група, не зна се тачно ко је употребио ту муницију. Према непотпуним извештајима, број жртава од остатака касетне муниције је најмање 207 и то од 1964. до краја 2010. године.
1999: Југославију (коју су тада чиниле Србија и Црна Гора ) су НАТО снаге САД, Уједињеног Краљевства и Холандије бациле 1.765 контејнера са 295.000 бомбица, од којих се процењује да 33 хиљаде није експлодирало и да заузимају површину од око 31 km², док је у 2008. години истраживање Норвешке народне помоћи (НПА) као и српског Центра за уклањање мина (СМАЦ ) потврдило да је још остало контаминирано 290 области, које заузимају простор од 14,9 km². Врсте касетне муниције које су коришћене су: БЛУ-97, БЛ-755 (МК-1 и МК-4), МК-118 као и БЛУ-114Б која у себи има графитна влакна, која служе за прекид протока електричне енергије на централама или далеководима. Према подацима невладине организације Ландмине Ацтион скоро 8.500 касетне подмуниције је било бачено без циља и употребне сврхе. До сада евидентирани број жртава касетних бомби у Србији (погинулих и тешко повређених) је 191 особа (без Косова). Погинуло је 31 лице (16,2%), рањено је 160 лица (83,8%), а 62,5% жртава чине мушкарци и дечаци млађи од 19 година. Такође се оцењује да контаминиране површине чини искључиво обрадиво земљиште (поља, шуме, виногради...) као и да је 84% жртава од касетних бомби од укупног броја жртава утврђено у првој години после завршетка оружаних сукоба. Опасност од неексплодиране касетне муниције није равномерно распоређена на територији Србије. Овом опасношћу је погођено 28 месних заједница из 16 различитих општина. Укупно је овим проблемом погођено 12 од 30 округа Републике Србије (без процене опасности за подручје Косова и Метохије). У погођеним месним заједницама живи око 162.000 становника. Према садашњим проценама 88.000 становника живи у непосредној близини сумњиве површине, те се може сматрати да су изложени свакодневном ризику. У марту 2011. године, косовски центар за уклањање мина пријавио је 48 области које су контаминиране од неексплодиране касетне муниције и још шест сумњивих подручја. Према подацима Института Уједињених нација за разоружавање (УНИДИР), на пограничном простору са Албанијом, нарочито у региону Кукеша, као и у још неким деловима приграничног појаса пронађени су остаци касетних бомби. Неексплодирана подмуниција је на територији Албаније изазвала скоро 300 жртава, од којих је више од 40 смртних случајева. Највише жртава у појединачним нападима НАТО-а било је 7. и 12. маја 1999. године, када је на град Ниш бачено укупно 36 контејнера касетних бомби. Тада је убијено 15 особа, а више десетина је рањено (од тога 8 је тешко повређено), оштећено је 120 стамбених објеката, уништено је 47 путничких аутомобила а 15 аутомобила је оштећено. Касетне бомбе у Нишу су избацили холандски авиони F-16. Други велики инцидент у појединачним нападима са великим бројем жртава десио се 13. маја 1999. године, када су НАТО авиони са 8 касетних бомби погодили једну избегличку колону косовских Албанаца која се враћала својим кућама код села Кориса у близини града Призрена, а 65 km југозападно од Приштине. Том приликом је убијено преко 100 косовских Албанаца избеглица, већином жена, деце као и старијих и изнемоглих особа, а био је и велики број рањених. НАТО снаге су признале да су користиле касетне бомбе у овој акцији. Организација за људска права Human Rights Watch, је 13. маја 1999. године послала писмо генералном секретару НАТО-а Хавијеру Солани (шп. Francisco Javier Solana Madariaga), наглашавајући „озбиљну забринутост због тога што НАТО погађа цивиле, као и цивилне установе“, рачунајући болнице, електране, медијске установе и фабрике које нису везане за војну производњу.
2001-2002: У Авганистану у периоду од октобра 2001. и почетка 2002. године авиони САД су током 232 напада на локацијама широм земље бацили 1.228 касетних бомби, које су садржале 248.056 бомбица. Такође велику опасност чине остаци касетне муниције бачене су још од стране совјетских снага током претходног рата, тако да су деминери приликом чишћења наилазили на касетне бомбе САД као и на Совјетске. Процењено је да је 24 области контаминирано од касетних бомби. У Авганистану је забележена најмање 771 жртва од касетне муниције.
2003-2006: У Ираку су САД и Уједињено Краљевство током 3 недеље ратних дејстава бациле око 13.000 касетних бомби, које садрже око 1,8 до 2 милиона бомбица. У једном инциденту 7. априла 2003. године НАТО снаге су гађале Багдад и много бомбица је остало неексплодирано при удару услед кога је дошло до великог броја жртава од касетних бомби. Касетне бомбе су пронађене на многим локацијама а један извештај из 2004. године нам говори да је главни ауто-пут између Кувајта и Басре био мета тешког напада касетним бомбама, а ова муниција интензивно је коришћена и око Басре, Насирииах као и на прилазним путевима Багдаду. Контаминирано је 2.200 локација дуж река Еуфрат и Тигар. Процењује се да је од 1991. године било између 5.500 и 8.000 жртава касетне муниције, укључујући и губитке који су се десили током напада, а четвртину жртава чине деца. Касетне бомбе које су коришћене у овим сукобима су: БЛУ-97, БЛУ-63.
2006: У Либану су израелске трупе у јулу и августу гађале касетним бомбама Хезболах. Према проценама УН Израел је бацио око 4 милиона бомбица и то само током задња 3 дана сукоба, а око 1 милион је остало неексплодирано и то је изазвало несагледиву хуманитарну опасност за многе житеље тог подручја, као и дуготрајну економску кризу у претежно аграрном сектору погођеног подручја. Израелска офанзива је наишла на оштру међународну критику јер су овакве бомбе бацане на области насељене претежно цивилима. У првих месец дана после тог рата погинуло је или рањено у просеку 3-4 особе дневно, а у првој години мира је било више од 200 цивилних жртава. Према извештају из маја 2011. године, у преко 758 подручја земљиште је контаминирано од касетне муниције, на укупној површини од око 18,1 km².
2006: На северни део Израела Хезболах је испалио више од 100 касетних бомби кинеске производње Тип-81 од 122 mm, а сваки пројектил је садржао по 39 бомбица. Тачан број испаљених бомби није познат.
2008: У Грузији 12. августа 2008. Руси су бацили неколико типова касетних бомби на град Гори, а исто тако су их грузијске трупе користиле, што су касније и званично признали. У том сукобу најмање 11 је погинуло, а укупан број жртава је био најмање 70. Грузија је користила касетне бомбе и у сукобу са непризнатом државом Абхазијом, која се отцепила од Грузије 1992. године. Грузијске снаге су користиле касетне бомбе у долини Кодор и тврди се да је Грузија испалила велики број касетне муниције М85 муниције из ЛАР-160 ракетних касетних израелског порекла. Забележен је велики број неексплодираних касетних бомби у подручју на коме су се водиле борбе а коришћено је више врста касетних бомби у Грузији и Абхазији и то су: авио касетне АО-2.5 РТМ, ракетне 9Н210, као и М-85 муницијом из ЛАР-160 mm ракетних касетних Израелске производње, а према извештајима купљене су од Израела 2007. године.
2009: У Јемену су САД 17. децембра бациле најмање једну крстарећу ракету ТЛАМ-Д са 166 бомбица БЛУ-97 на један камп за обуку.
2011: У Камбоџи је између 4. и 7. фебруара 2011. године у спорном делу појаса са Тајландом избио сукоб између те две земље, који је кратко потрајао. Сукоб се догодио на територији Камбоџе под заштитом УНЕСКО, у близини храма Преах Вихеар, где су тајландски војници бацили неколико врста касетне муниције и то су: М35, М42, М46 и М-85. Контаминирана територија захваћена овим сукобом је на површини од око 1,5 km² и доводи у опасност четири села а број угрожених особа је између 5.000 и 10.000. Тајландски амбасадор је 5. априла у УН у Женеви потврдио да су коришћене касетне бомбе. Ово је била прва употреба касетних бомби од 2008. године, од ступања на снагу конвенције о забрани касетних бомби. Конвенција је званично ступила на снагу 1. августа 2010. године.
2011: У Либији је избио сукоб између владиних и невладиних снага које су биле потпомогнуте НАТО алијансом из ваздуха, у циљу свргавања са власти Моамера ел Гадафија. Сукоби су трајали неколико месеци и дошло је до употребе касетних бомби у ноћи 14. априла 2011. године, а пронађени остаци су на 3 локације у градској четврти у западном делу града Мисрате. Касетне бомбе употребљене од либијских снага су минобацачки пројектили МАТ-120 шпанске производње од којих сваки садржи 21 бомбицу. Ознаке на остацима пројектила касетних бомби нам показују да су произведене 2007. године, а познато је да је Либија куповала касетне бомбе од Шпаније у периоду од 2006. до 2008. године.
2011-2014: У Судану је коришћена касетна муниција највероватније од стране оружаних снага Судана од 2011. године у градовима Троји и Онголо, који су близу границе Јужног Судана. У том грађанском рату од средине 2011. године између Суданске Народно ослободилачке армије Севера (СПЛМ-Н) и оружаних снага Судана коришћене су касетне бомбе РБК-500 АО-2.5РТ совјетске производње, као и Тyпе-81 кинеске производње. Доказано је из више независних извора да су коришћене касетне бомбе у близини ових градова, нема званичне потврде ко их је користио али основано се сумња да су их користиле владине снаге Судана, јер их иначе и имају у својим складиштима.
2012-2014: У Сирији у грађанском рату од средине 2012. до јула 2014. су коришћене касетне бомбе на више од 10 локација. Коришћено је више врста касетне муниције у јулу 2012. коришћено је РБК-250-275 - 150 АО-1СЦх, онда у августу 2012. коришћено је РБК-250 - 30 ПТАБ-2.5М, затим у децембру 2012. је коришћено 122 mm САКР, онда у марту 2013. је коришћено РБК-500 - 565 СхОАБ-0.5, онда у мају 2013. је коришћено БКФ - 96 ПТАБ-2.5КО, онда у јуну 2013. је коришћено АО-2.5РТ, у фебруару 2014 је коришћено 9М55К 300 mm - 72 9Н235 као и 9М27К-сериес 220 mm, и у априлу 2014 је коришћено “ЗП-39” ДПИЦМ.
2014: У источном делу Украјине у грађанском рату коришћене су касетне бомбе на две локације и то: 3. јула 2014. пронађене су неексплодиране касетне бомбе код Краматорска и то остаци од 300 mm 9М55К и 9Н235 испаљени из 9К58 Смерцх, који има домет око 90 km. У близини Славјанска 11. јула пронађени су остаци од 220 mm 9М27К - 9Н210 и 9Н235 испаљени из 9К57 Ураган који има домет око 35 km. Нема званичних потврде ко је користио касетне бомбе али основано се сумња да су га користиле Украјинске владине снаге јер се нису ни потрудили да демантују те оптужбе.

## Покушај да се донесе конвенција раних1970-ихгодина
Почеци борбе против овог оружја и истицања колико је оно нехумано потичу још из давне 1973. године, када је завршен рат у Индокини и када су обелодањене несагледиве последице настале од великог броја неексплодираних касетних бомби и изнети подаци о великом броју страдалих цивила у тим сукобима. Влада Швајцарске и Међународни црвени крст организују у фебруару 1974. године међународну конференцију са циљем да се установе правне рестрикције за коришћење врста оружја са несагледивим и непропорционалним хуманитарним последицама. На тој конференцији, Египат, Мексико, Норвешка, Судан, Шведска, Швајцарска као и СФР Југославија представљају радни докуменат, на основу којег би се забранила употреба касетних бомби. { Овде треба поменути М. Крепона који је 1974. године описивао несагледиве последице коришћења касетних бомби поводом анализе спољне и безбедносне политике САД о том питању, као и процеса одобравања развоја и закупа те врсте наоружања од стране државних институција и највиших државних органа и војног врха. (Крепон, М. (1974) Wеапонс Потентиаллy Инхумане: Тхе Цасе оф Цлустер Бомбс. Фореигн Аффаирс, 52(3), пп. 595-611)}. Пошто садржај радног документа није уврштен у протоколе Женевских Конвенција у 1977. години. његови аргументи коришћени су у даље сврхе утврђивања Конвенције о конвенционалном наоружању из 1980. године. Ипак, ни у том документу касетне бомбе као специфична врста наоружања нису се појавиле.
Хуманитарно право оставља велику правну празнину, првенствено у вези са употребом касетних бомби, по којој државе нису обавезане конкретним правним инструментима да преиспитају легалност и начин коришћена тог оружја. Принципи међународног хуманитарног права који произлазе из Женевских конвенција су уз то превише апстрактни да би могли да врше озбиљан политичко/правни притисак и тиме спрече употребу касетних бомби у будућности.
Изгледа да је морало да се чека више од 20 година да би се опет нека кампања покренула против касетних бомби а повод је био када је 2006. године избио сукоб између Либана и Израела. Тада су израелске трупе гађале касетним бомбама Хезболах. Према проценама УН, Израел је бацио око 4 милиона бомбица и то само у задња 3 дана сукоба а око 1 милион је остало неексплодирано и тиме је изазивана несагледива хуманитарна опасност за многе житеље тог подручја као и дуготрајна економска криза у претежно аграрном сектору погођеног подручја. У првих месец дана после тог рата погинуло је или рањено у просеку 3-4 особе дневно. Израел је тада оштро критикован јер је овакве бомбе бацао на области насељене претежно цивилима. Израелска офанзива је наишла на оштру међународну критику и према гледишту многих дипломата, била је главни подстицај на међународном плану да се поново интензивира расправа о касетним бомбама.

## Нови покушај Норвешке и доношење Осло споразума
На основу слабог међународног правног контекста по питању касетних бомби и поновног неуспеха ЦЦW под окриљем УН у својој трећој ревизионој конференцији у новембру 2006. године да преговорима постигну споразум о забрани касетне муниције и након несагледивих последица коришћења касетних бомби од стране Израела током бомбардовања Либана у августу 2006. године, влада Норвешке је новембра 2006. године представила свој план и сазвала конференцију у фебруару 2007. године у Ослу, на којој је покренула иницијативу да се међународни преговарачки форум у сврху проналажења решења по питању пре свега продукције и коришћења касетних бомби пренесе на други неформални преговарачки колосек (паралелно и комплементарно са званичним напорима под окриљем УН) који би обухватао државе заинтересоване за проналажење решења са циљем установљења ефективног правног режима о том питању.
Дипломатски процес за забрану ове врсте наоружања почео је конференцијом у Ослу, у фебруару 2007. године. На овом састанку је 46 од 49 држава учесница усвојило декларацију којом су се обавезале да ће до краја 2008. године створити нови документ међународног хуманитарног права, којим би се забранила употреба, пренос, производња и складиштење касетне муниције, као и да ће створити оквир за сарадњу и подршку на пољу помоћи преживелим жртвама и њиховим заједницама, у чишћењу угрожених подручја и уништавању залиха, како на националном нивоу, тако и у оквиру међународног хуманитарног права и свих релевантних форума.
Поред Норвешке и влада Аустрије, Ирске, Новог Зеланда, Мексика и Перуа, изузетан допринос овом процесу су дале Уједињене нације, Међународни комитет црвеног крста, Норвешка народна помоћ и коалиција против касетне муниције ЦМЦ – која окупља преко 350 невладиних организација и удружења из целог света, које раде у око 100 земаља.
Процес се одвијао током наредних осамнаест месеци серијом глобалних конференција у Лими (мај 2007), Бечу (децембар 2007), Велингтону (фебруар 2008) и кулминирао је усвајањем и потписивањем конвенције о касетним бомбама од стране 107 држава у Даблину (мај 2008). Веома значајне су биле и регионалне конференције које су такође много допринеле усвајању конвенције а одржане су у: Белгији, Уганди, Босни и Херцеговини, Камбоџи, Еквадору, Мексику, Србији, Албанији, Бугарској,. Тајланду, и у Замбији.
И на крају, један од најистакнутијих догађаја одиграо се почетком децембра 2008. у Ослу, када је конвенцију потписало 94 земље, а до сада је потписало 119 земаља. Ову конвенцију је до сада ратификовало 100 државе, са тенденцијом даљег раста броја земаља које се прикључују. Највеће и најпријатније изненађење приредио је Авганистан својим потписом у Ослу, где је њихов председник Хамид Карзај то објавио само 2 сата пре почетка свечане церемоније потписивања.
Да би ова конвенција заживела и постала правно важећи документ било је потребно да најмање 30 земаља у својим парламентима ратификује тај докуменат. То се и догодило, тако да је конвенција званично усвојена и ступила на снагу 1. августа 2010. године и од тада је постала обавезујуће међународно право. Пошто је конвенција ступила на снагу, више није отворена за потписивање и државе које до 1. августа 2010. нису потписале, више не могу да потпишу конвенцију него морају одмах да је ратификују, прво у својим парламентима, па онда ту ратификацију предају у УН у Њујорку да би и званично биле уведене као земље чланице ове конвенције. Свака земља која је потписала конвенцију и даље може да је ратификује, како би постала држава чланица конвенције. За све државе које накнадно приступе или ратификују конвенцију, она ступа на снагу првог дана шестог месеца након ратификације или приступања.
119 земаља које су потписале конвенцију и 100 држава су чланице:
| Земље                        | Потписано   | Ратификовано | Датум ступања ратификације |
| ---------------------------- | ----------- | ------------ | -------------------------- |
| Авганистан                   | 03.12.2008. | 08.09.2011.  | 01.05.2012.                |
| Албанија                     | 03.12.2008. | 16.06.2009.  | 01.08.2010.                |
| Андора                       |             | 09.04.2013.  | 01.10.2013.                |
| Ангола                       | 03.12.2008. |              |                            |
| Антигва и Барбуда            | 16.07.2010. | 23.08.2010.  | 01.02.2011.                |
| Аустралија                   | 03.12.2008. | 08.10.2012.  | 01.04.2013.                |
| Белгија                      | 03.12.2008. | 22.12.2009.  | 01.08.2010.                |
| Белизе                       |             | 02.09.2014.  | 01.03.2015.                |
| Бенин                        | 03.12.2008. |              |                            |
| Боливија                     | 03.12.2008. | 30.04.2013.  | 01.10.2013.                |
| Босна и Херцеговина          | 03.12.2008. | 07.09.2010.  | 01.03.2011.                |
| Боцвана                      | 03.12.2008. | 27.06.2011.  | 01.12.2011.                |
| Бугарска                     | 03.12.2008. | 06.04.2011.  | 01.10.2011.                |
| Буркина Фасо                 | 03.12.2008. | 16.02.2010.  | 01.08.2010.                |
| Бурунди                      | 03.12.2008. | 25.09.2009.  | 01.08.2010.                |
| Камерун                      | 15.12.2009. | 12.07.2012.  | 01.01.2013.                |
| Канада                       | 03.12.2008. | 17.03.2015.  | 01.10.2015.                |
| Зеленортска Острва           | 03.12.2008. | 19.10.2010.  | 01.04.2011.                |
| Централно Афричка Република  | 03.12.2008. |              |                            |
| Чад                          | 03.12.2008. | 26.03.2013.  | 01.09.2013.                |
| Чиле                         | 03.12.2008. | 16.12.2010.  | 01.06.2011.                |
| Колумбија                    | 03.12.2008. | 10.09.2015.  | 01.03.2016.                |
| Комори                       | 03.12.2008. | 28.07.2010.  | 01.01.2011.                |
| Конго, Демократска Република | 18.03.2009. |              |                            |
| Конго, Република             | 03.12.2008. | 02.09.2014.  | 01.03.2015.                |
| Кукова Острва                | 03.12.2008. | 23.08.2011.  | 01.02.2012.                |
| Коста Рика                   | 03.12.2008. | 28.04.2011.  | 01.10.2011.                |
| Обала Слоноваче              | 04.12.2008. | 12.03.2012.  | 01.09.2012.                |
| Хрватска                     | 03.12.2008. | 17.08.2009.  | 01.08.2010.                |
| Кипар                        | 23.09.2009. |              |                            |
| Чешка                        | 03.12.2008. | 22.09.2011.  | 01.03.2012.                |
| Данска                       | 03.12.2008. | 12.02.2010.  | 01.08.2010.                |
| Џибути                       | 30.07.2010. |              |                            |
| Доминиканска Република       | 10.11.2009. | 20.12.2011.  | 01.06.2012.                |
| Еквадор                      | 03.12.2008. | 11.05.2010.  | 01.05.2010.                |
| Ел Салвадор                  | 03.12.2008. | 10.01.2011.  | 01.07.2011.                |
| Фиџи                         | 03.12.2008. | 28.05.2010.  | 01.11.2010.                |
| Француска                    | 03.12.2008. | 25.09.2009.  | 01.08.2010.                |
| Гамбија                      | 03.12.2008. |              |                            |
| Гвајана                      |             | 31.10.2014.  | 01.04.2015.                |
| Немачка                      | 03.12.2008. | 08.07.2009.  | 01.08.2010.                |
| Гана                         | 03.12.2008. | 03.02.2011.  | 01.08.2011.                |
| Гренада                      |             | 29.06.2011.  | 01.12.2011.                |
| Гватемала                    | 03.12.2008. | 03.11.2010.  | 01.05.2011.                |
| Гвинеја                      | 03.12.2008. | 21.10.2014.  | 01.04.2015.                |
| Гвинеја Бисао                | 03.12.2008. | 29.11.2010.  | 01.05.2011.                |
| Хаити                        | 28.10.2010. |              |                            |
| Ватикан                      | 03.12.2008. | 03.12.2008.  | 01.08.2010.                |
| Хондурас                     | 03.12.2008. | 21.03.2012.  | 01.09.2012.                |
| Мађарска                     | 03.12.2008. | 03.07.2012.  | 01.01.2013.                |
| Исланд                       | 03.12.2008. | 01.09.2015.  | 01.03.2016.                |
| Индонезија                   | 03.12.2008. |              |                            |
| Ирак                         | 12.11.2009. | 14.05.2013.  | 01.11.2013.                |
| Ирска                        | 03.12.2008. | 03.12.2008.  | 01.08.2010.                |
| Италија                      | 03.12.2008. | 21.09.2001.  | 01.03.2012.                |
| Јамајка                      | 12.06.2009. |              |                            |
| Јапан                        | 03.12.2008. | 14.07.2009.  | 01.08.2010.                |
| Кенија                       | 03.12.2008. |              |                            |
| Куба                         |             | 06.04.2016.  | 01.10.2016.                |
| Лаос                         | 03.12.2008. | 18.03.2009.  | 01.09.2010.                |
| Либан                        | 03.12.2008. | 05.11.2010.  | 01.05.2011.                |
| Лесото                       | 03.12.2008. | 28.05.2010.  | 01.11.2010.                |
| Либерија                     | 03.12.2008. |              |                            |
| Лихтенштајн                  | 03.12.2008. | 04.03.2013.  | 01.09.2013.                |
| Литванија                    | 03.12.2008. | 24.03.2011.  | 01.09.2011.                |
| Луксембург                   | 03.12.2008. | 10.07.2009.  | 01.08.2010.                |
| Македонија                   | 03.12.2008. | 08.10.2009.  | 01.08.2010.                |
| Мадагаскар                   | 03.12.2008. |              |                            |
| Малави                       | 03.12.2008. | 07.10.2009.  | 01.08.2010.                |
| Мали                         | 03.12.2008. | 30.06.2010.  | 01.12.2010.                |
| Малта                        | 03.12.2010. | 24.09.2009.  | 01.08.2010.                |
| Маурицијус                   |             | 01.10.2015.  | 01.04.2016.                |
| Мауританија                  | 19.04.2010. | 01.02.2012.  | 01.08.2012.                |
| Мексико                      | 03.12.2008. | 06.05.2009.  | 01.08.2010.                |
| Молдавија                    | 03.12.2008. | 16.02.2010.  | 01.08.2010.                |
| Монако                       | 03.12.2008. | 21.09.2010.  | 01.03.2011.                |
| Црна Гора                    | 03.12.2008. | 25.01.2010.  | 01.08.2010.                |
| Мозамбик                     | 03.12.2008. | 14.03.2011.  | 01.09.2011.                |
| Намибија                     | 03.12.2008. |              |                            |
| Науру                        | 03.12.2008. | 04.02.2013.  | 01.08.2013.                |
| Холандија                    | 03.12.2008. | 23.02.2011.  | 01.08.2011.                |
| Нови Зеланд                  | 03.12.2008. | 22.12.2009.  | 01.08.2010.                |
| Никарагва                    | 03.12.2008. | 02.11.2009.  | 01.08.2010.                |
| Нигер                        | 03.12.2008. | 02.06.2009.  | 01.10.2010.                |
| Нигерија                     | 12.06.2009. |              |                            |
| Норвешка                     | 03.12.2008. | 03.12.2008.  | 01.08.2010.                |
| Палау                        | 03.12.2008. | 19.04.2016.  | 01.10.2016.                |
| Палестина                    |             | 02.01.2015.  | 01.07.2015.                |
| Панама                       | 03.12.2008. | 02.11.2010.  | 01.05.2011.                |
| Парагвај                     | 03.12.2008. | 12.03.2015.  | 01.09.2015.                |
| Перу                         | 03.12.2008. | 26.09.2012.  | 01.03.2013.                |
| Филипини                     | 03.12.2008. |              |                            |
| Португалија                  | 03.12.2008. | 08.03.2011.  | 01.09.2011.                |
| Руанда                       | 03.12.2008. | 26.08.2015.  | 01.02.2016.                |
| Свети Винсент и Гренадини    | 23.09.2009. | 29.10.2010.  | 01.04.2011.                |
| Самоа                        | 03.12.2008. | 28.04.2010.  | 01.10.2010.                |
| Сан Марино                   | 03.12.2008. | 10.07.2009.  | 01.10.2010.                |
| Сао Томе и Принципе          | 03.12.2008. |              |                            |
| Сенегал                      | 03.12.2008. | 03.08.2011.  | 01.02.2012.                |
| Сејшели                      | 13.04.2010. | 20.05.2010.  | 01.11.2010.                |
| Сијера Леоне                 | 03.12.2008. | 03.12.2008.  | 01.08.2010.                |
| Словенија                    | 03.12.2008. | 19.08.2009.  | 01.08.2010.                |
| Словачка                     |             | 24.07.2015.  | 01.01.2016.                |
| Сомалија                     | 03.12.2008. | 30.09.2015.  | 01.03.2016.                |
| Јужна Африка                 | 03.12.2008. | 28.05.2015.  | 01.11.2015.                |
| Шпанија                      | 03.12.2008. | 17.06.2009.  | 01.08.2010.                |
| Свазиленд                    |             | 03.09.2011.  | 01.03.2012.                |
| Свети Китс и Невис           |             | 13.09.2013.  | 01.03.2014.                |
| Швајцарска                   | 03.12.2008. | 17.07.2012   | 01.01.2013.                |
| Танзанија                    | 03.12.2008. |              |                            |
| Того                         | 03.12.2008. | 22.06.2012.  | 01.12.2012.                |
| Тринидад и Тобаго            |             | 21.09.2011.  | 01.03.2012.                |
| Тунис                        | 12.01.2009. | 28.09.2010.  | 01.03.2011.                |
| Уганда                       | 03.12.2008. |              |                            |
| Уједињено Краљевство         | 03.12.2008. | 04.05.2010.  | 01.11.2010.                |
| Уругвај                      | 03.12.2008. | 24.09.2009.  | 01.08.2010.                |
| Замбија                      | 03.12.2008. | 12.08.2009.  | 01.08.2010.                |
| Аустрија                     | 03.12.2008. | 12.04.2009.  | 01.08.2010.                |

Чланице НАТО-а су: Албанија, Белгија, Бугарска, Чешка, Данска, Естонија, Француска, Грчка, Холандија, Хрватска, Исланд, Италија, Канада, Летонија, Литванија, Луксембург, Мађарска, Немачка, Норвешка, Пољска, Португалија, Румунија, САД, Словачка, Словенија, Шпанија, Турска, Уједињено Краљевство.
Напомена: Овде треба додати и једну врло важну чињеницу да од 28 чланица НАТО само 7 држава није још приступило овом споразуму и то су: Естонија, Грчка, Летонија, Пољска, САД, Словачка, и Турска.
Све владе и министри су исказали велику забринутост због страдања великог броја цивила и сви су се поводом тога заузели да се једном заувек стане на пут касетним бомбама и обавезали на то да ће дати максималну подршку и пружити сву неопходну помоћ жртвама и њиховим породицама.